# Quinto Relatório de Avaliação do Painel Intergovernamental sobre Mudanças Climáticas

Emissões globais de gases estufa por setor econômico

O Quinto Relatório de Avaliação do Painel Intergovernamental sobre Mudanças Climáticas, também conhecido abreviadamente como 5º Relatório do IPCC (a partir da sigla do Painel em inglês, IPCC) ou simplesmente AR5 (do inglês Assessment Report), foi a atualização das atividades do Painel Intergovernamental sobre Mudanças Climáticas, compilando e sintetizando os estudos de milhares de cientistas de todo o mundo sobre o aquecimento global, divulgado em 2014. O IPCC é o resultado de uma cooperação entre a Organização Meteorológica Mundial e o Programa das Nações Unidas para o Meio Ambiente.
A publicação do 5º Relatório do IPCC foi muito esperada em vista de sua solidez científica, sua abrangência e sua influência na tomada de decisões futuras pelos governos do mundo. A versão final apareceu em 2014.
O novo relatório confirmou com ainda maior certeza que o homem é o responsável pelo atual aquecimento do planeta, e alertou que os perigos da inação se tornaram mais graves. O 5º Relatório analisou dados que não constaram nos estudos do relatório anterior, e usou modelos teóricos aperfeiçoados, porém, já despertou críticas entre os céticos. Entre as principais conclusões do relatório estão:

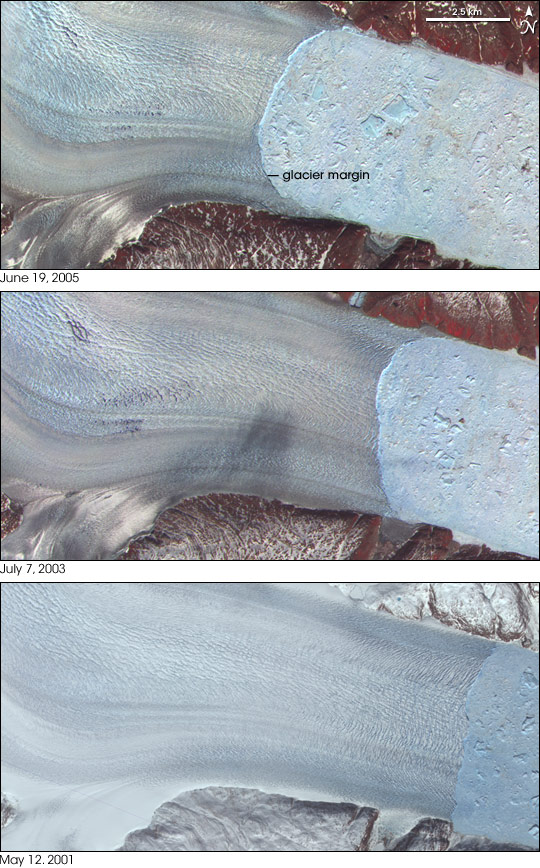
Recuo do glaciar Helheim (:en:Helheim Glacier) entre 2001 e 2005.

- O aquecimento é inequívoco. O mundo aqueceu em média 0,85 °C entre 1880 e 2012. A atmosfera e os mares aqueceram, o gelo e a neve diminuíram, e as concentrações de gases do efeito estufa aumentaram. A manifestação do fenômeno sobre o mundo, bem como dos seus efeitos, não é uniforme, e o Ártico é onde o aquecimento se faz sentir com maior intensidade.
- A principal causa do aquecimento presente é, com elevadíssimo grau de certeza, a emissão de gases estufa pelas atividades humanas, com destaque para a emissão de gás carbônico. A evidência indicando a origem humana do problema se fortaleceu desde o relatório anterior.
- As três últimas décadas foram as mais quentes desde 1850. O aumento da temperatura entre a média do período 1850-1900 e a média do período 2003–2012 foi em média 0,78 °C.
- Os oceanos têm acumulado a maior parte do aquecimento, servindo como um amortecedor para o aquecimento da atmosfera, estocando mais de 90% da energia do sistema do clima e muito gás carbônico. É virtualmente certo que os 700 metros superiores do oceano aqueceram entre 1971 e 2010, e provavelmente também tenha sido afetado até o seu fundo. No entanto, à medida que o oceano aquece, ele perde capacidade de absorver gás carbônico, o que pode acelerar os efeitos atmosféricos quando ele atingir a saturação.
- O mar está se tornando mais ácido pela continuada absorção de gás carbônico.
- O nível do mar aumentou em cerca de 19 cm entre 1901 e 2010 devido à expansão térmica das águas. No cenário mais pessimista, a elevação pode chegar a mais de 80 cm até 2100.
- O gelo está em recuo acelerado na maior parte das regiões frias do mundo.
- O regime de chuvas, as correntes marinhas e o padrão dos ventos estão sendo perturbados, aumentando a tendência de secas e enchentes.
- Os efeitos se combinam para gerar novas causas, tendendo a amplificar em cascata o aquecimento e agravar suas consequências.
- Mesmo que as emissões cessassem imediatamente, haveria um aquecimento adicional pela lentidão de algumas reações e pelos efeitos cumulativos. O aquecimento produz efeitos de longo prazo e afeta toda a biosfera.
- Se as emissões continuarem dentro das tendências atuais, o aquecimento vai aumentar, podendo chegar a 4,8 °C até 2100, os efeitos negativos se multiplicarão e perturbarão todos os componentes do sistema climático, com graves repercussões sobre o bem estar da humanidade e de todas as outras formas de vida. O mar subiria mais, ficaria ainda mais quente e mais ácido, haveria mais perda de gelo, as chuvas ficariam mais irregulares e os episódios de tempo severo, mais frequentes e intensos, entre outras consequências.
- Evitar que as previsões mais pessimistas se concretizem exigirá uma rápida e significativa redução nas emissões.

Outra conclusão importante foi o reforço do consenso que já se formara antes de que as decisões tomadas nas próximas duas ou três décadas terão efeitos decisivos e de longo prazo, diversos deles potencialmente catastróficos e irreversíveis, sendo então ainda mais recomendadas as medidas preventivas urgentes. Segundo Suzana Kahn, que faz parte do grupo de pesquisadores brasileiros que colaboram com o IPCC, "no fundo, o grande ganho (do novo relatório) é a comprovação do que tem sido dito há mais tempo, com muito mais informação sobre o papel dos oceanos, das nuvens e aerossóis". O trabalho do IPCC representa o estado da arte sobre o aquecimento, é o consenso mundial dos cientistas, e até mesmo nos Estados Unidos, que durante o governo Bush foi o mais influente bastião do ceticismo climático, já se observa uma mudança de posição diante das fortes evidências científicas. O ex-presidente Barack Obama já lançou um agressivo programa de combate ao aquecimento baseando-se nas conclusões dos cientistas, e John Kerry, seu Secretário de Estado, foi enfático ao saudar o novo relatório do IPCC: "Este é mais um chamado de atenção: aqueles que negam a ciência ou procuram desculpas para evitar a ação estão brincando com fogo. O resumo do relatório do IPCC é este: a mudança climática é real, está acontecendo agora, os seres humanos são a causa dessa transformação, e somente a ação dos seres humanos pode salvar o mundo de seus piores impactos". Paulo Artaxo, outro brasileiro que participou da elaboração do documento, ponderou que a sociedade precisa despertar para a gravidade da situação:
"O que estamos alterando não é o clima da próxima década ou até o fim deste século. Existem várias publicações com simulações que mostram concentrações altas de gás carbônico até o ano 3000, pois os processos de remoção do gás carbônico atmosférico são muito lentos.... A humanidade nunca enfrentou um problema cuja relevância chegasse perto das mudanças climáticas, que vai afetar absolutamente todos os seres vivos do planeta. Não temos um sistema de governança global para implementar medidas de redução de emissões e verificação. Por isso, vai demorar ainda pelo menos algumas décadas para que o problema comece a ser resolvido.... A consciência de que todos habitamos o mesmo barco é muito forte hoje, mas ainda não há mecanismos de governabilidade global para fazer esse barco andar na direção certa. Isso terá que ser construído pela nossa geração".